# Второв, Николай Александрович
Никола́й Алекса́ндрович Вто́ров (15 [27] апреля 1866, Иркутск — 20 мая 1918, Москва) — русский предприниматель, крупный промышленник и банкир.
Прозван «русским Морганом» за деловую хватку. Обладатель самого большого состояния России начала XX века (более 60 млн золотых рублей).

## Биография
Родился 15 (27) апреля 1866 в городе Иркутске в семье предпринимателя и промышленника А. Ф. Второва (1841—1911).
В 1884—1885 годах, чтобы избежать воинской повинности, зачислился народным учителем в школу в одном из ближайших сел, что по закону освобождало его от воинской службы. Но по приказу начальника края генерал-губернатора А. П. Игнатьева Второв всё-таки был зачислен в армию. Через 20 лет, встретившись с А. П. Игнатьевым, благодарил его за полученный в молодости урок.
С начала 1900-х годов участвовал в золотопромышленности: совместно с С. Н. Коншиным владел Николо-Сергиевской золотопромышленной компанией и Нининским золотопромышленным товариществом «С. Т. Артемьев и Ко». С 1907 года — коммерческий директор Товарищества мануфактур Н. Н. Коншина в Серпухове. С 1911 года входил в Совет Сибирского торгового банка.
В 1906—1907 годах на деньги Н. А. Второва в Вадковском переулке Москвы архитектор А. У. Зеленко построил Детский клуб общества «Сетлемент».
В 1912—1913 годах построил в Москве комплекс зданий «Деловой двор» (архитектор И. С. Кузнецов).
В 1913 году совместно с торговым домом «Л. Кноп» приобрел Товарищество мануфактур Альберта Гюбнера, совместно с Н. Т. Каштановым и Н. И. Дербенёвым при поддержке Сибирского торгового банка реорганизовал торговый дом «К. Тиль» (основан в 1854 году; военно-шорные и кожевенные заводы в Москве, фабрика пуховой обуви и др.) в Общество «Поставщик» (основной капитал — 4 млн рублей) для выполнения заказов военного ведомства. С весны 1914 года — директор-распорядитель и член правления Товарищества на паях для внутренней и вывозной торговли мануфактурными товарами (учреждено Ф. Л. и А. Л. Кнопами, основной капитал 15 млн рублей, годовой оборот — свыше 70 млн рублей).
Деловая энергия Н. А. Второва особо ярко проявилась в годы Первой мировой войны. В эти годы был куплен контрольный пакет акций банка «И. В. Юнкер и Ко», реорганизованный в Московский промышленный банк (капитал — 30 млн рублей). Создан первый отечественный завод по производству химических красителей (существовавшие ранее были филиалами германских концернов): Российское Общество химической промышленности «Русско-Краска» (учреждено в 1914, основной капитал — 10 млн руб.), Российское общество коксовой промышленности и бензолового производства «Коксобензол» (учреждено в 1916, основной капитал — 4 млн рублей).
Совместно с А. И. Коноваловым и М. И. Терещенко основал первый в России завод электростали под фирмой товарищество «Электросталь» (учреждено в 1916, капитал — 3 млн рублей; Богородский уезд, Московская губерния). За счет авансов Главного артиллерийского управления военного ведомства построил 2 завода по производству гранат в Москве (управляющий — сын Н. А. Второва Б. Н. Второв), которые были поставщиками организации генерала Ванкова.
Приобрёл ряд химических, металлообрабатывающих и строительных предприятий:
- «Фридрих Байер и Ко»;
- Товарищество фотографических пластинок «Победа», бывшее Э. В. Занковской (учреждено в 1904 году, основной капитал — 500 тыс. руб.);
- Донецко-Грушевское акционерное общество каменноугольных и антрацитовых копей (учреждено в 1905 году, капитал — 5,6 млн руб.);
- Московское Общество для производства цемента и других строительных материалов (учреждено в 1875 году, основной капитал — 3 млн руб.);
- товарищество для производства цемента, извести и алебастра «Эмиль Липгарт и Ко» (учреждено в 1877 году, капитал — 3,5 млн руб.);
- Общество Еринского портландцементного завода (учреждено в 1913, капитал — 4,4 млн руб.);
- Московское Общество вагоностроительного завода (учреждено в 1896, капитал — 3,6 млн руб.).

Кроме того, Н. А. Второв стал одним из совладельцев Общества Брянского завода (учреждено в 1873, капитал — 41,2 млн руб.), Донецко-Юрьевского металлургического общества (учреждено в 1895, капитал — 22,1 млн руб.), ряда других предприятий, в том числе четырёх железнодорожных компаний.
По оценкам прессы[уточнить], годовая прибыль Н. А. Второва в 1916—1917 годах составляла 100—150 млн рублей.
К 1915 году построил в Москве в Спасопесковском переулке — особняк в стиле неоклассицизма (архитекторы В. Д. Адамович, В. М. Маят), ныне это резиденция посла США в России, «Спасо-Хаус» (англ. Spaso House).
Обстоятельства смерти
Н. А. Второв был застрелен 20 мая 1918 года в своём кабинете в «Деловом дворе» (по другим источникам, 5 мая 1918 года в своём доме). Убийцы не были найдены. По версии иркутского летописца Нита Романова, он был убит побочным сыном из-за личного конфликта: «просил обеспечить мать и дать возможность ему учиться».
Похоронен на кладбище Скорбященского монастыря, ныне уничтоженном.

## Семья
Младший брат — Второв, Александр Александрович (1867, Иркутск — 1940, Зарайск), жена Варвара Ивановна (18??-1933, Горький), работали в Статистическом Управлении Моссовета (до 1921), оба арестованы ОГПУ при СНК СССР в Москве 25 апреля 1930 года, сосланы в Нижний Новгород. Реабилитированы по закону РСФСР «О реабилитации жертв политических репрессий» от 18.10.1991.

Племянники:
- Варвара Александровна (род. 1902), в замужестве Сытина.
- Клавдия Александровна (род. 1906), в замужестве Соколова.
- Второв, Александр Александрович (1911, Иркутск — после 1942), рабочий, строитель, сторож. Признан негодным к службе в армии. Был арестован в 1942 году в деревне Старбеево, Московской области, приговорён военным трибуналом войск НКВД 29 июня 1942 года к 10 годам лишения свободы в ИТЛ, за хранение найденных в лесу немецких листовок. Дальнейшая его судьба неизвестна. Реабилитирован 24.10.1990.

Дети:
- Второв, Борис Николаевич (15 февраля 1892 — 8 октября 1971, Франция), женился 21 июля 1915 года на Елизавете Евгеньевне (в дев. Свешникова; 1889-19??, Франция). Вторая жена Елизавета Александровна (в дев. Зонненберг), певица меццо-сопрано.
- Второва, Ольга Николаевна (9 декабря 1897, Томск — 1936, Франция) — художница «Русских сезонов» в Париже.

## Память
Память о Н. А. Второве сохраняется в городе Электросталь, где ему воздвигнут памятник как основателю города. Имеются бюсты у заводоуправления ПАО МСЗ и в городском историко-краеведческом музее; в его честь названа улица. Сотрудниками Музейно-выставочного центра города ведется активное изучение материалов, касающихся семьи Второвых.
В городе Электросталь с 2008 года проходят «Второвские чтения».